# Philip Bailhache
Philip Martin Bailhache (ur. 28 lutego 1946 na Jersey) – prawnik, baliw wyspy Jersey od 1995 do 2009.
Urodził się na Jersey. W 1972 po raz pierwszy został wybrany do parlamentu wyspy. W latach 1995–2009 był baliwem. Od 2011 sprawuje mandat senatora.